# Watskeburt
Watskeburt?! är en hiphop-låt av gruppen De Jeugd van Tegenwoordig (på svenska Dagens ungdom) från Amsterdam och var en stor hit i Amsterdam sommaren 2005. Sången rönte även stora framgångar i andra delar av Nederländerna och även Belgien och kan laddas ned gratis från gruppens webbplats. Videon kan även ses på Youtube. Watskeburt är slang och betyder ungefär "Vad händer?". 
Det finns dessutom en remix med citat av den belgiske politikern Elio di Rupo. Den kan laddas ned från Studio Brussels webbplats.
Den brittiske dj:en Pete Tong spelade den här låten i sin radioshow 23 januari, och efter det bestämde sig De Jeugd van Tegenwoordig:s agent för att släppa sången i Storbritannien och Tyskland. Det gjorde den till den första holländska sång som släppts i Storbritannien oöversatt.[källa behövs]